# Жорж Леметр
Жорж Анрі Жозеф Едуар Леметр (фр. Georges Henri Joseph Édouard Lemaître; [ləˈmɛtrə] lə-MET-rə; фр.: [ʒɔʁʒ ləmɛːtʁ] ( прослухати); 17 липня 1894, Шарлеруа — 20 червня 1966, Левен) — бельгійський католицький священик, фізик-теоретик і математик, який зробив значний внесок у космологію та астрофізику. Він першим аргументував, що розбігання галактик є доказом розширення Всесвіту, і пов’язав спостережуваний закон Габбла–Леметра із розв’язком рівнянь Ейнштейна у загальній теорії відносності для однорідного та ізотропного Всесвіту. Ця робота привела Леметра до висунення того, що він назвав «гіпотезою первісного атома», яка нині розглядається як перше формулювання теорії Великого вибуху про походження Всесвіту. 
Леметр вивчав інженерію, математику, фізику та філософію в Левенському католицькому університеті і був рукоположений у священники Архідієцезії Мехелен у 1923 році. Його церковний наставник, кардинал Дезіре-Жозеф Мерсьє, заохочував і підтримував наукову діяльність Леметра, що дозволило йому подорожувати до Англії, де у 1923–1924 роках він працював із астрофізиком Артуром Еддінгтоном в Кембриджському університеті, а також до США, де у 1924–1925 роках співпрацював із Гарлоу Шеплі в Гарвардській обсерваторії та в Массачусетському технологічному інституті. 
Леметр був професором фізики в Левенському університеті з 1927 року до виходу на пенсію у 1964 році. Піонер у використанні комп'ютерів у фізичних дослідженнях, у 1930-х роках він разом з Мануелем Сандовалем Вальяртою з Массачусетського технологічного інституту показав, що космічні промені відхиляються магнітним полем Землі, а отже, повинні нести електричний заряд. У 1960 році Папа Іван XXIII надав йому титул почесного прелата Його Святості, що давало право на звертання «монсеньйор». Того ж року Леметр став президентом Папської академії наук, яку очолював до самої смерті.

## Ранні роки
Жорж Леметр народився в Шарлеруа, Бельгія, і був найстаршим із чотирьох дітей у сім’ї Жозефа Леметра, заможного промисловця, який володів склозаводом, та Марґеріт Ланнуа, дочки пивовара. Леметр здобув освіту в Колежі Святого Серця, єзуїтській гімназії в Шарлеруа. У 1910 році, після пожежі, що знищила склозавод, родина переїхала до Брюсселя, де Жозеф Леметр отримав посаду керівника у французькому банку Société Générale. Жорж продовжив навчання в іншій єзуїтській школі — Коледжі Святого Михаїла.

### Навчання в університеті і військова служба
У 1911 році Леметр розпочав вивчення гірничої інженерії в Левенському католицькому університеті. У 1914 році, після початку Першої світової війни, він перервав навчання, щоб добровільно вступити до бельгійської армії. Брав участь у битві на річці Ізер, де бельгійці зупинили німецький наступ. Пізніше його перевели з піхоти до артилерії, після чого він пройшов курс балістики. Його шанси на офіцерське звання були втрачені після того, як він вказав інструктору на математичну помилку в офіційному артилерійському посібнику, що розцінили як непокору. Попри це, після закінчення війни він отримав Воєнний хрест Бельгії з бронзовою пальмовою гілкою, ставши одним із п’яти солдатів рядового складу, які отримали цю нагороду з рук короля Альберта I.
Після війни Леметр залишив інженерію заради вивчення фізики та математики. У 1919 році він завершив курс у Вищому інституті філософії, заснованому кардиналом Дезіре-Жозефом Мерсьє для розвитку неотомізму. У 1920 році здобув докторський ступінь з природничих наук, захистивши дисертацію на тему «Наближення функцій кількох дійсних змінних» під керівництвом математика Шарля де ла Валле-Пуссена.

### Релігійна освіта
Леметр розглядав можливість вступу до єзуїтів або бенедиктинців, але зрештою вирішив натомість готуватися до єпархіального священства. У 1920–1923 роках він був студентом у Мезон Сен-Ромбо, семінарії для «пізніх покликань» (тобто зрілих студентів на священство) Архідієцезії Мехелен. У вільний час у семінарії Леметр вивчив загальну теорію відносності. 22 вересня 1923 року він був висвячений у сан священика кардиналом Мерсьє. Як єпархіальний священник у франкомовній частині Бельгії він був відомий як «абат Леметр».
У семінарії Леметр приєднався до «Fraternité sacerdotale des Amis de Jésus» («Священницьке братство Друзів Ісуса»), яке було створене кардиналом Мерсьє для поглиблення духовного життя обраних єпархіальних священників і яке було канонічно затверджене його наступником, кардиналом Йозефом-Ернестом ван Руеєм. Як член братства, Леметр склав обітниці чистоти, убогості та послуху, а також спеціальну votum immolationis («обітницю жертви»), яка передбачала повне підкорення особі Христа. В дусі братства Леметр не обговорював свою участь у Amis de Jésus поза його межами, але регулярно проводив мовчазні духовні вправи в будинку Regina Pacis («Цариця миру») у Шільде, поблизу Антверпена, а також займався перекладами містичних творів Яна ван Рейсбрука.

## Життя
Продовжував вивчення астрономії в Кембриджському університеті (Англія) під керівництвом А. С. Еддінгтона і в Гарвардському університеті і Массачусетському технологічному інституті (США). Потім був професором астрофізики, а пізніше і прикладної математики Левенського університету.
Основні наукові роботи відносяться до космології. Є автором теорії розширюваного Всесвіту, розробленої ним незалежно від О.О.Фрідмана, чиї праці були опубліковані раніше. Під час перебування в США після ознайомлення з дослідженнями В.М.Слайфера, Е.П.Габбла і Г.Шеплі по червоному зсуву галактик в 1927 році опублікував своє пояснення цього явища: спектроскопічно спостережуване розбігання галактик він ототожнив з розширенням Всесвіту. Радіус кривини простору в його моделі змінюється з часом. "Жорж Леметр опублікував це відкриття в місцевому журналі, Аннали наукового співтовариства Брюсселя. Коли ж переклад його роботи з'явився в щомісячних нотатках Королівського астрономічного товариства, основні параграфи роботи зникли. Серед них було рівняння Хаббла, яке вказує на швидкість розширення Всесвіту.
Питанням, хто ж прибрав ці важливі місця, задався астрофізик Маріо Лівіо з Інституту космічного телескопа. Лівіо знав, що документів залишилося мало, проте вирішив зібрати всі можливі дані. Він уже зневірився знайти що-небудь в архівах, але раптом знайшов лист самого Леметра до редактора щомісячних заміток, в якому той сам вказує на опущені в перекладі місця як несуттєві. У чомусь Леметр мав рацію. Він вирішив, що наявних у нього даних недостатньо для підтвердження розширення Всесвіту, і відмовився від публікації. Дані Хаббла були більш повними і точними, і Леметр не став потім наполягати на своїй першості." (Цитата, переклад з російської) 
Розглянув розвиток збуджень у космологічних моделях у зв'язку з проблемами утворення скупчень галактик. Інші роботи Леметра з астрофізики присвячені деяким питанням теорії утворення зірок, гравітаційного колапсу, космічним променям. Виконав ряд математичних досліджень за поданнями групи Лоренца, пов'язаних з релятивістським хвильовими рівняннями, і алгебру кватерніонів.
Премія Франкі (1934), медаль Еддінгтона Лондонського королівського астрономічного товариства (1953).